# Pachyteria hageni
Pachyteria hageni là một loài bọ cánh cứng trong họ Cerambycidae.